# Ichneumon connatus
Ichneumon connatus är en stekelart som beskrevs av Maximilian Spinola 1851. Ichneumon connatus ingår i släktet Ichneumon och familjen brokparasitsteklar. Inga underarter finns listade i Catalogue of Life.